# Pomnik Orląt Przemyskich
Pomnik Orląt Przemyskich – pomnik Orląt Przemyskich w Przemyślu w dzielnicy Zasanie upamiętniający młodych polskich obrońców miasta przed Ukraińcami i Rosjanami w latach 1918–1921.

## Dzieje pomnika
Pierwsze inicjatywy upamiętnienia walki młodych przemyskich obrońców poległych pod Niżankowicami pojawiły się krótko po zakończeniu walk.

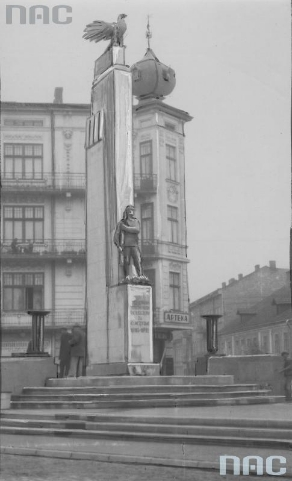
Nieistniejący pomnik

W latach 30. XX wieku postanowiono, że najbardziej właściwym mementum będzie okazały pomnik w centrum miasta. Spierano się, po której stronie Sanu ma stanąć pomnik, argumentując, że nawet jego lokalizacja będzie miała konkretny wydźwięk polityczny. Ostatecznie monument wzniesiono w latach 1937–1938 na placu Konstytucji 3 Maja na Zasaniu. Okazały obelisk w stylu modernistycznym wraz ze stojącą przy nim figurą obrońcy odlaną z brązu wykonano według projektu Jana Turkowskiego oraz prof. Józefa Starzyńskiego. Pomnik został uroczyście odsłonięty 11 listopada 1938 roku.
Po nastaniu okupacji niemieckiej w 1939 roku nacjonaliści ukraińscy próbowali zniszczyć pomnik. Stanowczo sprzeciwił się jednak temu niemiecki burmistrz miasta Hahn. W nocy z 23 na 24 kwietnia 1940 roku pomnik został poważnie uszkodzony przez nacjonalistów ukraińskich. Następnie z ich inicjatywy rozebrany latem tegoż roku.
Pod koniec lat 70. XX wieku z inicjatywy Bogusława Gębarowicza pojawiła się idea odbudowy pomnika. W 1981 przy NSZZ „Solidarność” Regionu Południowo-Wschodniego w Przemyślu ukonstytuował się Komitet Odbudowy Pomnika Orląt Przemyskich. Wprowadzenie stanu wojennego pokrzyżowało plany entuzjastów.
Do koncepcji odbudowy wrócono pod koniec lat 80. Na fali zmian politycznych, w 1989 roku Wydział Urbanistyczny przemyskiego magistratu wydał pozwolenie na odbudowę monumentu. 11 XI 1989 roku poświęcono i wmurowano kamień węgielny. Była to część płyty ze starego pomnika ukrytej i przechowywanej przez mieszkańca Przemyśla p. Baranieckiego. W międzyczasie pojawił się problem natury politycznej; czy symbolika pomnika nie nabierze wyraźnego, antyukraińskiego charakteru.
11 listopada 1994 roku w dniu Święta Niepodległości uroczyście odsłonięto odbudowany pomnik. Obelisk ustawiono w nowej lokalizacji obok Domu Robotniczego, gdzie w 1918 roku mieścił się sztab obrony miasta. Pobliski plac i most na Sanie został odtąd nazwany imieniem Orląt Przemyskich.

## Opis
Na betonowym postumencie obłożonym piaskowcem umieszczony jest posąg młodzieńca z bronią zwróconego w kierunku wschodnim. Ma to swoją wymowę symboliczną; po oswobodzeniu prawobrzeżnego Przemyśla obrońcy miasta pośpieszyli na wschód do – walczącego z Ukraińcami, a później bolszewikami – Lwowa. Napis na pomniku brzmi: Orlętom Przemyskim poległych za Ojczyznę 1918-1921. Na cokole pomnika znajduje się figura orła legionowego.
Każdego roku pomnik jest centralnym miejscem obchodów uroczystości patriotycznych.